# Hemmerode
Koordinaten: 51° 0′ 22″ N, 9° 16′ 26″ O
Hemmerode ist eine Dorfwüstung im Nordwesten der Gemarkung von Dillich, einem südlichen Stadtteil von Borken im nordhessischen Schwalm-Eder-Kreis. Sie befindet sich auf 192 m Höhe über NHN. 
Zur Geschichte des Orts ist bisher praktisch nichts bekannt. Nur der Flurname „im Hemmerod“, „Hemmeroth“ erinnert heute noch an die verschwundene Siedlung.